# Саитов, Эрнст Миниахметович
Эрнст Миниахметович Саитов (2 июня 1936, Уфа — 4 марта 2004, Уфа) — заслуженный художник Российской Федерации (1999), народный художник Башкирской АССР (1990).

## Биография
Эрнст Миниахметович Саитов родился 2 июня 1936 г. в г. Уфе.
В 1943—1949 годах жил в деревне Юлдашево Воскресенского (ныне — Ишимбайский) района Башкирии. В деревне он и его брат воспитывались у бабушки в башкирской школе.
В 1949—1953 годах Эрнст Миниахметович учился в Уфимской школе военно-музыкантских воспитанников Советской Армии, затем, с 1962 по 1968 годы — на факультете графики Ленинградского института живописи, скульптуры и архитектуры имени И. Е. Репина в мастерских В. М. Звонцова, А. Ф. Пахомова, В. А. Ветрогонского. Офорты на индустриальную тему — «Башкирия — республика нефти», стали его дипломным произведением. Летнюю практику Саитов проводил на нефтепромыслах. В дальнейшем он работал в графике над темами — деревня — «В деревне» (1968), природа — «Лошади», «В башкирской избе», «С сенокоса», «Первый урок», «Башкирия. 30-е годы», «Зима», «Кумыс», «На уборке соломы» (1972).
С 1968 года он жил в Уфе. Работал в технике офорта, литографии, линогравюры, акварели, рисунока и в книжной иллюстрации.
Много лет Саитов работал преподавателем рисунка и композиции на художественном отделении Уфимского училища искусств и на факультете изобразительных искусств Уфимской государственной академии искусств имени Загира Исмагилова, где был профессором, заведующим кафедрой живописи.
Э. М. Саитов в 1980—1985 годах был председателем правления Союза художников Башкирии, в 1981—1986 и в 1996 годах — секретарем правления Союза художников РСФСР. Лауреат республиканской премии обкома ВЛКСМ имени Г. Саляма. Член ТО «Артыш» с 1995 года.
Работы Саитова хранятся в Башкирском государственном художественном музее имени М. В. Нестерова (Уфа), Оренбургском областном музее изобразительных искусств, Красноярском художественном музее им. В. И. Сурикова, Государственном музее искусств Республики Каракалпакия (Нукус), Магнитогорской картинной галерее.

## Основные работы
В деревне, офорт, 1968. Лошади, офорт, 1968. В башкирской избе, офорт, 1968. Женщины на прополке, офорт, 1968. С сенокоса, офорт, 1969. Первый урок, офорт, 1970. Башкирия, 30-е годы. Первый трактор, офорт, 1970. Кумысницы, офорт, 1972. Уборка соломы, офорт 1972. Хлеб убран, офорт, 1974. Пастух, офорт, 1974. Сумерки, офорт, 1974. Весенние заботы, офорт, 1974. Черемуха, офорт, 1974. Уборка сена, офорт, 1974. Башкирия, 40-е годы. Сбор колосьев, офорт, 1975. Башкирия, 40-е годы. Женщины, офорт, 1975. Обед в поле, офорт, 1977. Караидельские лесосплавщики, офорт, 1977. Пастушок, офорт, 1977, В лесном краю, офорт, 1977. Ферма в горах, офорт, 1977.

## Выставки
- Республиканские, Уфа, все с 1969 г., кроме молодёжной 1976 г.
- Зональные выставки «Урал социалистический»: Челябинск, 1969; Уфа, 1974.
- Декадная выставка произведений художников БАССР, Москва, Ленинград, 1969.
- Выставка работ художников БАССР в связи с декадой башкирского искусства в Кара-Калпакской АССР, Нукус, 1976.
- Выставка произведений художников БАССР, посвященная 100-летию со дня рождения В. И. Ленина, Ульяновск, 1970.
- Выставка произведений художников 3-х зон, Москва, 1971.
- Выставка произведений художников автономных республик РСФСР, Москва, 1971.
- Всероссийская художественная выставка «Слава труду», Москва, 1976.
- Выставка произведений художников БАССР в ГДР, г. Галле, 1975.
- Всесоюзная выставка дипломных работ студентов художественных вузов, Москва, 1968.
- Всесоюзная художественная выставка, посвященная 50-летию ВЛКСМ, Ленинград, 1968.
- Всероссийская художественная выставка «Советская Россия», Москва, 1970.
- Всесоюзная художественная выставка, посвященная 100-летию со дня рождения В И. Ленина, Москва, 1970.
- Всероссийская художественная выставка «По родной стране», Москва, 1974.
- I Всероссийская выставка эстампа, Уфа, Москва, Ленинград, 1974.
- Всероссийская художественная выставка «Советская Россия-5» , Москва, 1975.
- II Всесоюзная выставка эстампа, Москва, 1975.
- Всероссийская художественная выставка, посвященная 60-летию Великого Октября, Москва, 1977.

## Награды
Лауреат республиканской премии обкома ВЛКСМ им. Г. Саляма, 1974

## Ученики
Среди учеников Эрнста Миниахметовича талантливые художники, живописцы: Наиль Байбурин, Файзрахман Исмагилов, Сергей Игнатенко, Ринат Харисов, Михаил Копьёв, Ильдар Бикбулатов, Джалиль Сулейманов, Амир Мазитов.